# ミル (宇宙戦艦ヤマト)
ミルは、『さらば宇宙戦艦ヤマト 愛の戦士たち』（以下、『さらば』）、『宇宙戦艦ヤマト2』（以下、『ヤマト2』）、『宇宙戦艦ヤマト2202 愛の戦士たち』（以下、『2202』）の登場人物。声優は市川治（『さらば』、『ヤマト2』）、緒方恵美（PSゲーム版）、内山昂輝（『2202』）。

## 概要
白色彗星帝国のサーベラーの配下。役職は『さらば』では監視艦隊司令、『ヤマト2』では帝国支配庁保安・警察局監視官。サーベラーの命令でデスラー艦に同乗し、デスラーの行動を監視する。
『さらば』では松本零士によって直々にデザインされており、目の大きい中性的な黒髪の青年となっている。一方、『ヤマト2』では他の白色彗星帝国キャラクターと同じく総作画監督の小泉謙三によって改めてデザインされており、太眉で濃灰髪の青年に変更されている。また、両作品とも白色の軍服を着用していたが、微妙にデザインが異なる。声はどちらも市川が担当しているが、『さらば』ではやや高めの声で演じており、『ヤマト2』では男声かつきびきびした口調で演じている。PSゲーム版『さらば宇宙戦艦ヤマト 愛の戦士たち』では、『さらば』のデザインを基にしつつ、より女性的な容姿になっている。

## 劇中での登場
さらば宇宙戦艦ヤマト 愛の戦士たち
彗星帝国駆逐艦の攻撃により身動きが取れなくなったヤマトを、デスラー砲によって駆逐艦ごと吹き飛ばそうとするデスラーに対し、「大帝からお預かりした艦」であることを主張して抗議する。その後、小ワープでデスラー艦に激突したヤマトとの白兵戦によって敗色濃厚になりつつある中、大帝ズォーダーにデスラーがヤマトに敗北したことを報告するために退艦しようとしたところ、背後よりデスラーに撃たれる。そのまま瓦礫に埋もれて息絶えたかに見えたが生存しており、デスラーを狙撃するも銃弾は古代をかばった森雪に命中してしまい、その直後にデスラーによって射殺される。
宇宙戦艦ヤマト2
第10話から第13話にかけて登場。デスラーを監視する立場に置かれ、彼の横柄で奔放な言動に翻弄される。第12話では、自らの不手際によってヤマトに敗れたバンデベルを、彼が弁明している途中で射殺したデスラーの行為に対し、衝撃を受けて咎めると共に白色彗星帝国へ急報する。その後、デスラーが空洞惑星に拘束したヤマトをデスラー砲で葬り去ろうとした際、ゲーニッツからズォーダーの命令を騙る帰還命令を受ける。サーベラーからの直接連絡を取り次いだ結果、デスラーはあと一歩のところでヤマト撃破に失敗する。帝国の命令を無視して作戦を続行したデスラーに対し、「大帝の命令に背いた」として出頭しなければならない旨を告げ、第13話でデスラー艦隊と共に帝国へ帰還する。以後、劇中には登場しない。

## PSゲーム版
PS版『さらば宇宙戦艦ヤマト 愛の戦士たち』に登場。
本作では他のキャラクター同様、アニメーターの増永計介によってリデザインされている。前述のように『さらば』準拠の女性的な容姿になっており、アニメーションムービーの原画では「男と思わん方が良いです」とまで書かれている。
『ヤマト2』に相当するエピソードには登場せず、ステージ13「テレザート宙域」においてデスラーが再出撃する際に初登場する。劇中での基本的な役割は『さらば』と同じ。差異としては、デスラー艦白兵戦時のアンドロイド兵は白色彗星帝国側が提供したものであり、コントロール機構を破壊された際、デスラーに「彗星帝国の技術の粋を集めた兵士だと言っていたが、所詮は操り人形か」と嫌味を言われる場面がある。『ヤマト2』ルートではその後のシーンで画面奥に倒れており、生死は不明となっている。

## 宇宙戦艦ヤマト2202 愛の戦士たち
容貌は『さらば』寄りの細眉に大きな目をしたものだが、中性的な顔立ちからはやや遠のいている。また、髪色は『ヤマト2』に準拠している。
ズォーダーやサーベラーと同様、他のガトランティス人とはやや異質な存在であり、テレサと同じように精神感応による高次元通信「コスモウェーブ」を扱うことができ、それを用いてズォーダーに適宜連絡を入れたり、桂木透子とリンクしてヤマトの位置を探知したりできる。
第23話で、ズォーダーの幼生体であり、次期大帝となる存在である事が明かされる。
劇中では第11話から登場。『さらば』『ヤマト2』と同じくデスラーに監視役として随伴するが、ヤマトとの戦闘中に進入した異空間内で彼の策略によってコスモウェーブを封じられ、ズォーダーへの連絡手段を断たれる。異空間がデスラー砲によって崩壊した後、ガデル・タラン率いるガミラス旧体制派艦隊の突如出現に驚いている隙にデスラーから銃を突き付けられ、拘束される。第16話ではテレサを確保したデスラーによって解放され、取り上げられた銃も返却される。また、デスラーに造反したキーマンを銃撃するも、彼による格納庫の爆発に怯んで取り逃がしてしまう。第17話ではデスラーに協力する条件としてヤマトの殲滅を命じるが、その際に本来は知りえないはずの彼とキーマンの関係を口にしたため、デスラーから正体を問われている。第22話ではノイ・デウスーラの艦橋でキーマンとの対峙中のデスラーを撃ち、彼の殺害をキーマンに命じる。第23話ではズォーダーから「どういうつもりだ？」を問われると「千年分の記憶を引き継ぐ前に人の思いがいかにもろいかということを確かめたい。」と語り、改めてキーマンに未来の選択を迫る。古代の乱入に怯んだ隙に古代に背後を取られるも、古代の和平を望むという選択をあざ笑う。そして、古代に対して銃を撃ったが、それをかばった雪が被弾してしまう。この時、記憶喪失中であるはずの雪が古代をかばうという行動に疑問を抱く。その疑問から人間について知りたいと思い、千年の絶望を断ち切って別の未来に目を向けようとした矢先、デスラーを救出するために突入してきたガミラス兵に射殺される。